# El Refugio, Tala
El Refugio är en ort i Mexiko.   Den ligger i kommunen Tala och delstaten Jalisco, i den centrala delen av landet, 500 km väster om huvudstaden Mexico City. El Refugio ligger 1 302 meter över havet och antalet invånare är 5 694.
Terrängen runt El Refugio är platt åt sydost, men åt nordväst är den kuperad. Runt El Refugio är det tätbefolkat, med 659 invånare per kvadratkilometer. Närmaste större samhälle är Tala, 4,4 km öster om El Refugio. I omgivningarna runt El Refugio växer huvudsakligen savannskog.